# Ontologías-w3
Las Ontologías World Wide Web (W3) constituyen un enfoque semántico para la representación y organización del conocimiento en la web. La organización a cargo del desarrollo de estándares y recomendaciones para la web es el World Wide Web Consortium (W3C), el cual promociona el desarrollo de las ontologías web.
El concepto de ontologías en la web se basa en la idea de dotar a la información en línea de una estructura semántica que permita una comprensión más precisa y contextual de los datos. Esto no solo facilita la recuperación y el intercambio de información entre sistemas informáticos, sino que también mejora la interoperabilidad y la comprensión por parte de los usuarios.
El W3C ha estado trabajando activamente en el desarrollo de estándares relacionados con las ontologías web, como RDF (Resource Description Framework) y OWL (Web Ontology Language), que proporcionan los fundamentos tecnológicos para la creación y el uso de ontologías en la web. Estos estándares han sido adoptados en diversas aplicaciones, desde la web semántica hasta la representación de datos en la inteligencia artificial.

## Ontologías web y sus herramientas
Algunas de las herramientas clave asociadas con las ontologías web incluyen:
- RDF: Resource Description Framework es un estándar establecido por W3C que ofrece un marco para describir tanto los recursos como sus interconexiones en la web. Este marco se convierte en una herramienta para modelar la información de manera estructurada y semántica, lo que permite que los datos sean comprensibles tanto para las máquinas como para los usuarios.[2]
- OWL: Web Ontology Language es un lenguaje de ontología diseñado y desarrollado por W3C que ofrece una capacidad mayor para crear ontologías con expresividad y complejidad. OWL es una herramienta para la definición de clases, propiedades y relaciones entre conceptos en un dominio específico. Este lenguaje proporciona la base para representar el conocimiento de manera precisa, permitiendo la comprensión de las relaciones y la semántica de los datos en la web.[3]
- SPARQL: SPARQL Protocol and RDF Query Language es un lenguaje de consulta diseñado para recuperar información de conjuntos de datos que se adhieren al modelo de datos RDF. SPARQL permite realizar consultas precisas sobre datos semánticos en la web. Con su capacidad para expresar consultas complejas, SPARQL es una herramienta para extraer información de ontologías, facilitando la búsqueda y recuperación de datos en un contexto semántico.[4]
- RDFS: RDF Schema es una extensión del modelo de datos RDF que posee la capacidad de describir y definir ontologías web de manera estructurada y semántica. RDFS proporciona un conjunto básico de clases y propiedades que permiten a los creadores de ontologías definir conceptos y relaciones simples pero significativas en un dominio particular. A través de la utilización de RDFS, se pueden establecer jerarquías de clases y subclases, así como relaciones entre clases y propiedades. La extensión de RDF es una herramienta para crear ontologías web más accesibles y coherentes, facilitando la comprensión y el procesamiento de información en la web semántica.[5]

## Ontologías web más utilizadas
- FOAF: Friend of a Friend es una ontología diseñada para representar perfiles de usuarios en el contexto de la web social. Su principal objetivo es permitir la descripción de relaciones sociales, detalles personales y conexiones entre individuos en la red. FOAF desempeña un papel en la construcción de redes sociales en línea al facilitar la interconexión de perfiles de usuarios. A través de FOAF, se pueden modelar conceptos como amistad, intereses compartidos y otras interacciones sociales en la web, lo que permite una mayor comprensión y colaboración en entornos digitales.[6]

- Dublin Core: Es una ontología que se emplea para la descripción de metadatos de recursos en la web. Esta ontología proporciona un conjunto de términos y propiedades diseñados para facilitar la catalogación y la indexación de diversos tipos de recursos en línea, como documentos, imágenes y videos. La utilización de Dublin Core facilita la accesibilidad y la organización de la información en la web, mejorando la gestión y localización de recursos digitales.[7]